# Serie Mundial Femenina de Rugby 7 2015-16
La Serie Mundial Femenina de Rugby 7 2015-16 fue la cuarta temporada de la Serie Mundial Femenina de Rugby 7, el circuito de selecciones nacionales femeninas de rugby 7, y la quinta considerando la Challenge Cup 2011-12.

## Equipos
11 equipos tienen estatus permanente:
| América - Canadá - Estados Unidos Oceanía - Australia - Fiyi - Nueva Zelanda Asia - Japón | Europa - España - Francia - Inglaterra - Irlanda - Rusia |

Irlanda y Japón clasificaron por medio del torneo clasificatorio de Dublín, mientras que China y Sudáfrica perdieron estatus permanente.

## Formato
Cada torneo se disputa en un fin de semana, a lo largo de dos días. Participan 12 equipos: los 11 de estatus permanente y un equipo invitado.
Se dividen en tres grupos de cuatro equipos, donde cada equipo juega un partido ante sus rivales de grupo. Cada victoria otorga 3 puntos, cada otorga suma 2 puntos, y cada derrota otorga 1 punto.
Los dos equipos con más puntos en cada grupo y los dos mejores terceros avanzan a cuartos de final de la Copa de Oro. Los cuatro ganadores avanzan a semifinales de la Copa de Oro, y los cuatro perdedores a semifinales de la Copa de Plata.
En tanto, los restantes cuatro equipos de la fase de grupos avanzan a semifinales de la Copa de Bronce.

## Calendario
En la temporada 2015-16, el único torneo europeo es el Seven de Francia, que sustituye a los de Inglaterra y Países Bajos.
| Torneo         | Estadio                  | Ciudad           | Fecha            |
| -------------- | ------------------------ | ---------------- | ---------------- |
| Dubái          | The Sevens               | Dubái            | 3-4 de diciembre |
| São Paulo      | Arena Barueri            | São Paulo        | 20-21 de febrero |
| Estados Unidos | Estadio Fifth Third Bank | Kennesaw         | 8-9 de abril     |
| Canadá         | Estadio Westhills        | Langford         | 16-17 de abril   |
| Francia        | Estadio Marcel Michelin  | Clermont-Ferrand | 28-29 de mayo    |

### Torneos
| Torneo                                | Campeón    |
| ------------------------------------- | ---------- |
| Seven Femenino de Dubái 2015          | Australia  |
| Seven Femenino de Brasil 2016         | Australia  |
| Seven Femenino de Estados Unidos 2016 | Australia  |
| Seven Femenino de Canadá 2016         | Inglaterra |
| Seven Femenino de Francia 2016        | Canadá     |

## Resultados

### Dubái
| Copa   | Ganador       | Marcador | Perdedor | Semifinalistas                   |
| ------ | ------------- | -------- | -------- | -------------------------------- |
| Oro    | Australia     | 31-12    | Rusia    | 3º: Inglaterra 4º: Francia       |
| Plata  | Nueva Zelanda | 24-19    | Canadá   | 7º: Fiyi 8º: España              |
| Bronce | Japón         | 13-0     | Brasil   | 11º: Estados Unidos 12º: Irlanda |

### São Paulo
| Copa   | Ganador   | Marcador | Perdedor | Semifinalistas                       |
| ------ | --------- | -------- | -------- | ------------------------------------ |
| Oro    | Australia | 29-0     | Canadá   | 3º: Nueva Zelanda 4º: Estados Unidos |
| Plata  | Francia   | 15-7     | Fiyi     | 7º: Inglaterra 8º: Brasil            |
| Bronce | Rusia     | 38-12    | Japón    | 11º: España 12º: Irlanda             |

### Estados Unidos
| Copa   | Ganador        | Marcador | Perdedor      | Semifinalistas            |
| ------ | -------------- | -------- | ------------- | ------------------------- |
| Oro    | Australia      | 24-19    | Nueva Zelanda | 3º: Inglaterra 4º: Canadá |
| Plata  | Estados Unidos | 19-17    | Rusia         | 7º: Francia 8º: Fiyi      |
| Bronce | Irlanda        | 26-15    | Japón         | 11º: España 12º: Colombia |

### Canadá
| Copa   | Ganador    | Marcador | Perdedor      | Semifinalistas               |
| ------ | ---------- | -------- | ------------- | ---------------------------- |
| Oro    | Inglaterra | 24-19    | Nueva Zelanda | 3º: Australia 4º: Francia    |
| Plata  | Canadá     | 19-17    | España        | 7º: Estados Unidos 8º: Rusia |
| Bronce | Fiyi       | 26-15    | Brasil        | 11º: Irlanda 12º: Japón      |

### Francia
| Copa   | Ganador | Marcador | Perdedor       | Semifinalistas                   |
| ------ | ------- | -------- | -------------- | -------------------------------- |
| Oro    | Canadá  | 29-19    | Australia      | 3º: Nueva Zelanda 4º: Inglaterra |
| Plata  | Francia | 22-19    | Estados Unidos | 7º: España 8º: Fiyi              |
| Bronce | Rusia   | 24-5     | Irlanda        | 11º: Kenia 12º: Japón            |

## Tabla de posiciones
Cada torneo otorga puntos de campeonato, según la siguiente escala:
- Copa de Oro: 20 puntos al campeón, 18 puntos al subcampeón, 16 puntos al tercero, 14 puntos al cuarto.
- Copa de Plata: 12 puntos al campeón, 10 puntos al subcampeón, 8 puntos al séptimo, 6 puntos al octavo.
- Copa de Bronce: 4 puntos al campeón, 3 puntos al subcampeón, 2 puntos al decimoprimero, 1 punto al decimosegundo.

| Pos | País           | UAE | BRA | USA | CAN | FRA | Puntos |
| --- | -------------- | --- | --- | --- | --- | --- | ------ |
| 1   | Australia      | 20  | 20  | 20  | 16  | 18  | 94     |
| 2   | Nueva Zelanda  | 12  | 16  | 18  | 18  | 16  | 80     |
| 3   | Canadá         | 10  | 18  | 14  | 12  | 20  | 74     |
| 4   | Inglaterra     | 16  | 8   | 16  | 20  | 14  | 74     |
| 5   | Francia        | 14  | 12  | 8   | 14  | 12  | 60     |
| 6   | Estados Unidos | 2   | 14  | 12  | 8   | 10  | 46     |
| 7   | Rusia          | 18  | 4   | 10  | 6   | 4   | 42     |
| 8   | Fiyi           | 8   | 10  | 6   | 4   | 6   | 34     |
| 9   | España         | 6   | 2   | 2   | 10  | 8   | 28     |
| 10  | Brasil         | 3   | 6   | -   | 3   | -   | 12     |
| 11  | Japón          | 4   | 3   | 3   | 1   | 1   | 12     |
| 12  | Irlanda        | 1   | 1   | 4   | 2   | 3   | 11     |
| 13  | Kenia          | -   | -   | -   | -   | 2   | 2      |
| 14  | Colombia       | -   | -   | 1   | -   | -   | 1      |

- En amarillo: equipos invitados.
- En rosado: equipos descendidos.

| Bandera de Australia |
| Campeón Australia    |
| Primer título        |